# Sulcophanaeus actaeon
Sulcophanaeus actaeon là một loài bọ cánh cứng trong họ Bọ hung (Scarabaeidae).